# Secretariaat van de Roemeense Communistische Partij

Logo van de Roemeense Communistische Partij

Het Secretariaat van de Roemeense Communistische Partij was het hoogste administratieve orgaan van de PCR. Het Secretariaat werd gekozen door het Centraal Comité. De leden waren tevens lid van het Centraal Comité en de meesten van hen waren lid of kandidaat-lid van het Politieke Uitvoerende Comité (politbureau). De belangrijkste taak van het Secretariaat was het overzien van de implementatie van door het partijbestuur genomen beslissingen.
Het Secretariaat telde in 1988 acht leden, waaronder partijleider en staatspresident Nicolae Ceaușescu en zijn vrouw Elena.